# Interlands Engels voetbalelftal 1970-1979
Deze pagina toont een chronologisch en gedetailleerd overzicht van de interlands die het Engels voetbalelftal heeft gespeeld in de periode 1970 – 1979.

## Interlands

### 1970
|                                                                         |          |       |           |                                                                                  |
| 14 januari Vriendschappelijk № 438 «onderlinge duels» 19:45 uur (UTC+1) | Engeland | 0 – 0 | Nederland | Wembley Stadium, Londen Toeschouwers: 75.000 Scheidsrechter: Heinz Siebert (FRG) |
| 14 januari Vriendschappelijk № 438 «onderlinge duels» 19:45 uur (UTC+1) |          |       |           | Wembley Stadium, Londen Toeschouwers: 75.000 Scheidsrechter: Heinz Siebert (FRG) |

|                                                                          |                |       |                                             |                                                                                            |
| 25 februari Vriendschappelijk № 439 «onderlinge duels» 19:30 uur (UTC+1) | België         | 1 – 3 | Engeland                                    | Stade Emile Versé, Anderlecht Toeschouwers: 20.594 Scheidsrechter: Antonio Sbardella (ITA) |
| 25 februari Vriendschappelijk № 439 «onderlinge duels» 19:30 uur (UTC+1) | Jean Dockx 58' |       | 27' Alan Ball 55' Geoff Hurst 61' Alan Ball | Stade Emile Versé, Anderlecht Toeschouwers: 20.594 Scheidsrechter: Antonio Sbardella (ITA) |

|                                                                                    |                    |       |                |                                                                              |
| 18 april British Home Championship 1970 № 440 «onderlinge duels» 15:00 uur (UTC+1) | Wales              | 1 – 1 | Engeland       | Ninian Park, Cardiff Toeschouwers: 40.126 Scheidsrechter: Tiny Wharton (SCO) |
| 18 april British Home Championship 1970 № 440 «onderlinge duels» 15:00 uur (UTC+1) | Dick Krzywicki 40' |       | 71' Franny Lee | Ninian Park, Cardiff Toeschouwers: 40.126 Scheidsrechter: Tiny Wharton (SCO) |

|                                                                                    |                                                     |       |                 |                                                                                     |
| 21 april British Home Championship 1970 № 441 «onderlinge duels» 19:45 uur (UTC+1) | Engeland                                            | 3 – 1 | Noord-Ierland   | Wembley Stadium, Londen Toeschouwers: 100.000 Scheidsrechter: Gaspart Pintado (ESP) |
| 21 april British Home Championship 1970 № 441 «onderlinge duels» 19:45 uur (UTC+1) | Martin Peters 6' Geoff Hurst 57' Bobby Charlton 81' |       | 50' George Best | Wembley Stadium, Londen Toeschouwers: 100.000 Scheidsrechter: Gaspart Pintado (ESP) |

|                                                                                    |           |       |          |                                                                                       |
| 25 april British Home Championship 1970 № 442 «onderlinge duels» 15:00 uur (UTC+1) | Schotland | 0 – 0 | Engeland | Hampden Park, Glasgow Toeschouwers: 137.438 Scheidsrechter: Gerhard Schulenburg (FRG) |
| 25 april British Home Championship 1970 № 442 «onderlinge duels» 15:00 uur (UTC+1) |           |       |          | Hampden Park, Glasgow Toeschouwers: 137.438 Scheidsrechter: Gerhard Schulenburg (FRG) |

|                                                                     |          |                                                                     |          |                                                                                   |
| 20 mei Vriendschappelijk № 443 «onderlinge duels» 21:00 uur (UTC−5) | Colombia | 0 – 4                                                               | Engeland | Estadio El Campín, Bogota Toeschouwers: 36.000 Scheidsrechter: Iván Barrios (VEN) |
| 20 mei Vriendschappelijk № 443 «onderlinge duels» 21:00 uur (UTC−5) |          | 3' Martin Peters 38' Martin Peters 55' Bobby Charlton 83' Alan Ball |          | Estadio El Campín, Bogota Toeschouwers: 36.000 Scheidsrechter: Iván Barrios (VEN) |

|                                                   |         |                              |          |                                                                                                   |
| 24 mei Vriendschappelijk № 444 «onderlinge duels» | Ecuador | 0 – 2                        | Engeland | Estadio Olímpico Atahualpa, Quito Toeschouwers: 29.706 Scheidsrechter: Alberto Tejada Burga (PER) |
| 24 mei Vriendschappelijk № 444 «onderlinge duels» |         | 4' Franny Lee 75' Brian Kidd |          | Estadio Olímpico Atahualpa, Quito Toeschouwers: 29.706 Scheidsrechter: Alberto Tejada Burga (PER) |

| Wereldkampioenschap voetbal 1970 |
| -------------------------------- |

|                                                                   |                 |       |          |                                                                                      |
| 2 juni WK 1970 Groep C № 445 «onderlinge duels» 16:00 uur (UTC−6) | Engeland        | 1 – 0 | Roemenië | Estadio Jalisco, Guadalajara Toeschouwers: 50.560 Scheidsrechter: Vital Loraux (BEL) |
| 2 juni WK 1970 Groep C № 445 «onderlinge duels» 16:00 uur (UTC−6) | Geoff Hurst 65' |       |          | Estadio Jalisco, Guadalajara Toeschouwers: 50.560 Scheidsrechter: Vital Loraux (BEL) |

|                                                                   |                        |       |          |                                                                                       |
| 7 juni WK 1970 Groep C № 446 «onderlinge duels» 12:00 uur (UTC−6) | Brazilië               | 1 – 0 | Engeland | Estadio Jalisco, Guadalajara Toeschouwers: 66.843 Scheidsrechter: Abraham Klein (ISR) |
| 7 juni WK 1970 Groep C № 446 «onderlinge duels» 12:00 uur (UTC−6) | Jair Ventura Filho 59' |       |          | Estadio Jalisco, Guadalajara Toeschouwers: 66.843 Scheidsrechter: Abraham Klein (ISR) |

|                                                                    |                         |       |                   |                                                                                      |
| 11 juni WK 1970 Groep C № 447 «onderlinge duels» 16:00 uur (UTC−6) | Engeland                | 1 – 0 | Tsjecho-Slowakije | Estadio Jalisco, Guadalajara Toeschouwers: 49.292 Scheidsrechter: Roger Machin (FRA) |
| 11 juni WK 1970 Groep C № 447 «onderlinge duels» 16:00 uur (UTC−6) | Allan Clarke 50' (pen.) |       |                   | Estadio Jalisco, Guadalajara Toeschouwers: 49.292 Scheidsrechter: Roger Machin (FRA) |

|                                                                        |                                                       |              |                                    |                                                                              |
| 14 juni WK 1970 Kwartfinale № 448 «onderlinge duels» 12:00 uur (UTC−6) | West-Duitsland                                        | 3 – 2 (n.v.) | Engeland                           | Estadio León, León Toeschouwers: 23.357 Scheidsrechter: Ángel Coerezza (ARG) |
| 14 juni WK 1970 Kwartfinale № 448 «onderlinge duels» 12:00 uur (UTC−6) | Franz Beckenbauer 68' Uwe Seeler 82' Gerd Müller 108' |              | 31' Alan Mullery 49' Martin Peters | Estadio León, León Toeschouwers: 23.357 Scheidsrechter: Ángel Coerezza (ARG) |

|  |  |  |  |  |  |  |  |  |

|                                                                          |                                                   |       |                    |                                                                                    |
| 25 november Vriendschappelijk № 449 «onderlinge duels» 19:45 uur (UTC+1) | Engeland                                          | 3 – 1 | DDR                | Wembley Stadium, Londen Toeschouwers: 93.000 Scheidsrechter: Rudolf Scheurer (SUI) |
| 25 november Vriendschappelijk № 449 «onderlinge duels» 19:45 uur (UTC+1) | Franny Lee 12' Martin Peters 12' Allan Clarke 63' |       | 27' Eberhard Vogel | Wembley Stadium, Londen Toeschouwers: 93.000 Scheidsrechter: Rudolf Scheurer (SUI) |

### 1971
|                                                                            |       |                   |          |                                                                                      |
| 3 februari EK 1972 kwalificatie № 450 «onderlinge duels» 15:00 uur (UTC+1) | Malta | 0 – 1             | Engeland | Empire Stadion, Gżira Toeschouwers: 29.751 Scheidsrechter: Ferdinand Marschall (AUT) |
| 3 februari EK 1972 kwalificatie № 450 «onderlinge duels» 15:00 uur (UTC+1) |       | 34' Martin Peters |          | Empire Stadion, Gżira Toeschouwers: 29.751 Scheidsrechter: Ferdinand Marschall (AUT) |

|                                                                          |                                                   |       |             |                                                                                      |
| 21 april EK 1972 kwalificatie № 451 «onderlinge duels» 19:45 uur (UTC+1) | Engeland                                          | 3 – 0 | Griekenland | Wembley Stadium, Londen Toeschouwers: 55.123 Scheidsrechter: Martti Hirviniemi (FIN) |
| 21 april EK 1972 kwalificatie № 451 «onderlinge duels» 19:45 uur (UTC+1) | Martin Chivers 22' Geoff Hurst 68' Franny Lee 87' |       |             | Wembley Stadium, Londen Toeschouwers: 55.123 Scheidsrechter: Martti Hirviniemi (FIN) |

|                                                                        | |       |       |                                                                               |
| 12 mei EK 1972 kwalificatie № 452 «onderlinge duels» 19:45 uur (UTC+1) | Engeland                                                                                             | 5 – 0 | Malta | Wembley Stadium, Londen Toeschouwers: 41.534 Scheidsrechter: Einar Røed (NOR) |
| 12 mei EK 1972 kwalificatie № 452 «onderlinge duels» 19:45 uur (UTC+1) | Martin Chivers 29' Francis Lee 43' Allan Clarke 47' (pen.) Martin Chivers 59' Christopher Lawler 75' |       |       | Wembley Stadium, Londen Toeschouwers: 41.534 Scheidsrechter: Einar Røed (NOR) |

|                                                                                  |               |                  |          |                                                                                     |
| 15 mei British Home Championship 1971 № 453 «onderlinge duels» 15:00 uur (UTC+1) | Noord-Ierland | 0 – 1            | Engeland | Windsor Park, Belfast Toeschouwers: 33.000 Scheidsrechter: Alistair MacKenzie (SCO) |
| 15 mei British Home Championship 1971 № 453 «onderlinge duels» 15:00 uur (UTC+1) |               | 80' Allan Clarke |          | Windsor Park, Belfast Toeschouwers: 33.000 Scheidsrechter: Alistair MacKenzie (SCO) |

|                                                                                  |          |       |       |                                                                                   |
| 19 mei British Home Championship 1971 № 454 «onderlinge duels» 19:45 uur (UTC+1) | Engeland | 0 – 0 | Wales | Wembley Stadium, Londen Toeschouwers: 70.000 Scheidsrechter: Malcolm Wright (NIR) |
| 19 mei British Home Championship 1971 № 454 «onderlinge duels» 19:45 uur (UTC+1) |          |       |       | Wembley Stadium, Londen Toeschouwers: 70.000 Scheidsrechter: Malcolm Wright (NIR) |

|                                                                                  |                                                        |       |                 |                                                                                 |
| 22 mei British Home Championship 1971 № 455 «onderlinge duels» 15:00 uur (UTC+1) | Engeland                                               | 3 – 1 | Schotland       | Wembley Stadium, Londen Toeschouwers: 91.469 Scheidsrechter: Jef Dorpmans (NED) |
| 22 mei British Home Championship 1971 № 455 «onderlinge duels» 15:00 uur (UTC+1) | Martin Peters 9' Martin Chivers 30' Martin Chivers 40' |       | 11' Hugh Curran | Wembley Stadium, Londen Toeschouwers: 91.469 Scheidsrechter: Jef Dorpmans (NED) |

|                                                                            |                                            |       |                                                          |                                                                               |
| 13 oktober EK 1972 kwalificatie № 456 «onderlinge duels» 20:00 uur (UTC+1) | Zwitserland                                | 2 – 3 | Engeland                                                 | St. Jakob-Park, Bazel Toeschouwers: 47.877 Scheidsrechter: Vital Loraux (BEL) |
| 13 oktober EK 1972 kwalificatie № 456 «onderlinge duels» 20:00 uur (UTC+1) | Daniel Jeandupeux 10' Friedrich Künzli 44' |       | 1' Geoff Hurst 12' Martin Chivers 80' (e.d.) Toni Weibel | St. Jakob-Park, Bazel Toeschouwers: 47.877 Scheidsrechter: Vital Loraux (BEL) |

|                                                                           |                   |       |                   |                                                                                          |
| 10 november EK 1972 kwalificatie № 457 «onderlinge duels» 19:45 uur (UTC) | Engeland          | 1 – 1 | Zwitserland       | Wembley Stadium, Londen Toeschouwers: 90.423 Scheidsrechter: Constantin Bărbulescu (ROU) |
| 10 november EK 1972 kwalificatie № 457 «onderlinge duels» 19:45 uur (UTC) | Mike Summerbee 9' |       | 26' Karl Odermatt | Wembley Stadium, Londen Toeschouwers: 90.423 Scheidsrechter: Constantin Bărbulescu (ROU) |

|                                                                            |             |                                    |          |                                                                                                  |
| 1 december EK 1972 kwalificatie № 458 «onderlinge duels» 14:45 uur (UTC+2) | Griekenland | 0 – 2                              | Engeland | Georgios Karaiskákisstadion, Piraeus Toeschouwers: 34.014 Scheidsrechter: José María Ortiz (ESP) |
| 1 december EK 1972 kwalificatie № 458 «onderlinge duels» 14:45 uur (UTC+2) |             | 57' Geoff Hurst 90' Martin Chivers |          | Georgios Karaiskákisstadion, Piraeus Toeschouwers: 34.014 Scheidsrechter: José María Ortiz (ESP) |

### 1972
|                                                             |                |       |                                                         |                                                                                  |
| 29 april EK 1972 № 459 «onderlinge duels» 19:45 uur (UTC+1) | Engeland       | 1 – 3 | West-Duitsland                                          | Wembley Stadium, Londen Toeschouwers: 96.766 Scheidsrechter: Robert Héliès (FRA) |
| 29 april EK 1972 № 459 «onderlinge duels» 19:45 uur (UTC+1) | Franny Lee 77' |       | 26' Uli Hoeneß 85' (pen.) Günter Netzer 88' Gerd Müller | Wembley Stadium, Londen Toeschouwers: 96.766 Scheidsrechter: Robert Héliès (FRA) |

|                                                           |                |       |          |                                                                                            |
| 13 mei EK 1972 № 460 «onderlinge duels» 16:00 uur (UTC+1) | West-Duitsland | 0 – 0 | Engeland | Olympiastadion, West-Berlijn Toeschouwers: 76.122 Scheidsrechter: Milivoje Gugulović (YUG) |
| 13 mei EK 1972 № 460 «onderlinge duels» 16:00 uur (UTC+1) |                |       |          | Olympiastadion, West-Berlijn Toeschouwers: 76.122 Scheidsrechter: Milivoje Gugulović (YUG) |

|                                                                                  |       |                                                  |          |                                                                             |
| 20 mei British Home Championship 1972 № 461 «onderlinge duels» 15:00 uur (UTC+1) | Wales | 0 – 3                                            | Engeland | Ninian Park, Cardiff Toeschouwers: 34.000 Scheidsrechter: Bill Mullan (SCO) |
| 20 mei British Home Championship 1972 № 461 «onderlinge duels» 15:00 uur (UTC+1) |       | 25' Emlyn Hughes 60' Rodney Marsh 61' Colin Bell |          | Ninian Park, Cardiff Toeschouwers: 34.000 Scheidsrechter: Bill Mullan (SCO) |

|                                                                                  |          |                 |               |                                                                             |
| 23 mei British Home Championship 1972 № 462 «onderlinge duels» 19:45 uur (UTC+1) | Engeland | 0 – 1           | Noord-Ierland | Wembley Stadium, Londen Toeschouwers: 64.000 Scheidsrechter: John Gow (WAL) |
| 23 mei British Home Championship 1972 № 462 «onderlinge duels» 19:45 uur (UTC+1) |          | 33' Terry Neill |               | Wembley Stadium, Londen Toeschouwers: 64.000 Scheidsrechter: John Gow (WAL) |

|                                                                                  |           |               |          |                                                                                  |
| 27 mei British Home Championship 1972 № 463 «onderlinge duels» 15:00 uur (UTC+1) | Schotland | 0 – 1         | Engeland | Hampden Park, Glasgow Toeschouwers: 119.325 Scheidsrechter: Sergio Gonella (ITA) |
| 27 mei British Home Championship 1972 № 463 «onderlinge duels» 15:00 uur (UTC+1) |           | 28' Alan Ball |          | Hampden Park, Glasgow Toeschouwers: 119.325 Scheidsrechter: Sergio Gonella (ITA) |

|                                                                         |               |       |                   |                                                                                     |
| 11 oktober Vriendschappelijk № 464 «onderlinge duels» 19:45 uur (UTC+1) | Engeland      | 1 – 1 | Joegoslavië       | Wembley Stadium, Londen Toeschouwers: 50.000 Scheidsrechter: Aurelio Angonese (ITA) |
| 11 oktober Vriendschappelijk № 464 «onderlinge duels» 19:45 uur (UTC+1) | Joe Royle 40' |       | 50' Franjo Vladić | Wembley Stadium, Londen Toeschouwers: 50.000 Scheidsrechter: Aurelio Angonese (ITA) |

|                                                                           |       |                |          |                                                                             |
| 15 november WK 1974 kwalificatie № 465 «onderlinge duels» 19:30 uur (UTC) | Wales | 0 – 1          | Engeland | Ninian Park, Cardiff Toeschouwers: 36.384 Scheidsrechter: Bill Mullan (SCO) |
| 15 november WK 1974 kwalificatie № 465 «onderlinge duels» 19:30 uur (UTC) |       | 35' Colin Bell |          | Ninian Park, Cardiff Toeschouwers: 36.384 Scheidsrechter: Bill Mullan (SCO) |

### 1973
|                                                                          |                  |       |                  |                                                                                   |
| 24 januari WK 1974 kwalificatie № 466 «onderlinge duels» 19:45 uur (UTC) | Engeland         | 1 – 1 | Wales            | Wembley Stadium, Londen Toeschouwers: 62.273 Scheidsrechter: Malcolm Wright (NIR) |
| 24 januari WK 1974 kwalificatie № 466 «onderlinge duels» 19:45 uur (UTC) | orman Hunter 42' |       | 23' John Toshack | Wembley Stadium, Londen Toeschouwers: 62.273 Scheidsrechter: Malcolm Wright (NIR) |

| |           |                                                                                               |          |                                                                               |
| 14 februari Vriendschappelijk 100-jarig jubileumwedstrijd Schotse voetbalbond № 467 «onderlinge duels» 20:00 uur (UTC) | Schotland | 0 – 5                                                                                         | Engeland | Hampden Park, Glasgow Toeschouwers: 48.470 Scheidsrechter: Robert Wurtz (FRA) |
| 14 februari Vriendschappelijk 100-jarig jubileumwedstrijd Schotse voetbalbond № 467 «onderlinge duels» 20:00 uur (UTC) |           | 6' (e.d.) Peter Lorimer 12' Allan Clarke 15' Mick Channon 76' Martin Chivers 85' Allan Clarke |          | Hampden Park, Glasgow Toeschouwers: 48.470 Scheidsrechter: Robert Wurtz (FRA) |

|                                                                                  |                          |       |                                      |                                                                                  |
| 12 mei British Home Championship 1973 № 468 «onderlinge duels» 15:00 uur (UTC+1) | Noord-Ierland            | 1 – 2 | Engeland                             | Goodison Park, Liverpool Toeschouwers: 29.865 Scheidsrechter: Clive Thomas (WAL) |
| 12 mei British Home Championship 1973 № 468 «onderlinge duels» 15:00 uur (UTC+1) | Dave Clements 22' (pen.) |       | 9' Martin Chivers 82' Martin Chivers | Goodison Park, Liverpool Toeschouwers: 29.865 Scheidsrechter: Clive Thomas (WAL) |

|                                                                                  |                                                        |       |       |                                                                                  |
| 15 mei British Home Championship 1973 № 469 «onderlinge duels» 19:45 uur (UTC+1) | Engeland                                               | 3 – 0 | Wales | Wembley Stadium, Londen Toeschouwers: 38.000 Scheidsrechter: John Paterson (SCO) |
| 15 mei British Home Championship 1973 № 469 «onderlinge duels» 19:45 uur (UTC+1) | Martin Chivers 24' Mick Channon 32' Martin Chivers 75' |       |       | Wembley Stadium, Londen Toeschouwers: 38.000 Scheidsrechter: John Paterson (SCO) |

|                                                                                  |                   |       |           |                                                                                     |
| 19 mei British Home Championship 1973 № 470 «onderlinge duels» 15:00 uur (UTC+1) | Engeland          | 1 – 0 | Schotland | Wembley Stadium, Londen Toeschouwers: 95.950 Scheidsrechter: Kurt Tschenscher (FRG) |
| 19 mei British Home Championship 1973 № 470 «onderlinge duels» 15:00 uur (UTC+1) | Martin Peters 54' |       |           | Wembley Stadium, Londen Toeschouwers: 95.950 Scheidsrechter: Kurt Tschenscher (FRG) |

|                                                                     |                   |       |                  |                                                                                  |
| 27 mei Vriendschappelijk № 471 «onderlinge duels» 19:30 uur (UTC+1) | Tsjecho-Slowakije | 1 – 1 | Engeland         | Letenský Stadion, Praag Toeschouwers: 22.000 Scheidsrechter: Rudi Glöckner (DDR) |
| 27 mei Vriendschappelijk № 471 «onderlinge duels» 19:30 uur (UTC+1) | Igor Novák 55'    |       | 89' Allan Clarke | Letenský Stadion, Praag Toeschouwers: 22.000 Scheidsrechter: Rudi Glöckner (DDR) |

|                                                                        |                                            |       |          |                                                                                 |
| 6 juni WK 1974 kwalificatie № 472 «onderlinge duels» 17:30 uur (UTC+1) | Polen                                      | 2 – 0 | Engeland | Śląskistadion, Chorzów Toeschouwers: 73.714 Scheidsrechter: Paul Schiller (AUT) |
| 6 juni WK 1974 kwalificatie № 472 «onderlinge duels» 17:30 uur (UTC+1) | Robert Gadocha 7' Włodzimierz Lubański 47' |       |          | Śląskistadion, Chorzów Toeschouwers: 73.714 Scheidsrechter: Paul Schiller (AUT) |

|                                                                      |                               |       |                                                    |                                                                                          |
| 10 juni Vriendschappelijk № 473 «onderlinge duels» 18:00 uur (UTC+3) | Sovjet-Unie                   | 1 – 2 | Engeland                                           | Centraal Leninstadion, Moskou Toeschouwers: 85.056 Scheidsrechter: Wolfgang Riedel (DDR) |
| 10 juni Vriendschappelijk № 473 «onderlinge duels» 18:00 uur (UTC+3) | Volodymyr Moentjan 66' (pen.) |       | 10' Martin Chivers 55' (e.d.) Moertaz Choertsilava | Centraal Leninstadion, Moskou Toeschouwers: 85.056 Scheidsrechter: Wolfgang Riedel (DDR) |

|                                                                      |                                       |       |          |                                                                                   |
| 14 juni Vriendschappelijk № 474 «onderlinge duels» 18:30 uur (UTC+2) | Italië                                | 2 – 0 | Engeland | Stadio Comunale, Turijn Toeschouwers: 44.941 Scheidsrechter: Tsvetan Stanev (BUL) |
| 14 juni Vriendschappelijk № 474 «onderlinge duels» 18:30 uur (UTC+2) | Pietro Anastasi 38' Fabio Capello 52' |       |          | Stadio Comunale, Turijn Toeschouwers: 44.941 Scheidsrechter: Tsvetan Stanev (BUL) |

|                                                                           | |       |            |                                                                                   |
| 26 september Vriendschappelijk № 475 «onderlinge duels» 19:45 uur (UTC+1) | Engeland | 7 – 0 | Oostenrijk | Wembley Stadium, Londen Toeschouwers: 48.000 Scheidsrechter: Charles Corver (NED) |
| 26 september Vriendschappelijk № 475 «onderlinge duels» 19:45 uur (UTC+1) | Mick Channon 9' Allan Clarke 28' Allan Clarke 43' Mick Channon 47' Martin Chivers 61' Tony Currie 65' Colin Bell 89' |       |            | Wembley Stadium, Londen Toeschouwers: 48.000 Scheidsrechter: Charles Corver (NED) |

|                                                                            |                         |       |                  |                                                                                 |
| 17 oktober WK 1974 kwalificatie № 476 «onderlinge duels» 19:45 uur (UTC+1) | Engeland                | 1 – 1 | Polen            | Wembley Stadium, Londen Toeschouwers: 90.587 Scheidsrechter: Vital Loraux (BEL) |
| 17 oktober WK 1974 kwalificatie № 476 «onderlinge duels» 19:45 uur (UTC+1) | Allan Clarke 63' (pen.) |       | 57' Jan Domarski | Wembley Stadium, Londen Toeschouwers: 90.587 Scheidsrechter: Vital Loraux (BEL) |

|                                                                        |        |                   |          |                                                                                   |
| 14 november Vriendschappelijk № 477 «onderlinge duels» 19:45 uur (UTC) | Italië | 0 – 1             | Engeland | Wembley Stadium, Londen Toeschouwers: 88.000 Scheidsrechter: Francisco Lobo (POR) |
| 14 november Vriendschappelijk № 477 «onderlinge duels» 19:45 uur (UTC) |        | 86' Fabio Capello |          | Wembley Stadium, Londen Toeschouwers: 88.000 Scheidsrechter: Francisco Lobo (POR) |

### 1974
|                                                                      |          |       |          |                                                                                          |
| 3 april Vriendschappelijk № 478 «onderlinge duels» 21:45 uur (UTC+1) | Portugal | 0 – 0 | Engeland | Estádio da Luz, Lissabon Toeschouwers: 10.000 Scheidsrechter: Emilio Guruceta Muro (ESP) |
| 3 april Vriendschappelijk № 478 «onderlinge duels» 21:45 uur (UTC+1) |          |       |          | Estádio da Luz, Lissabon Toeschouwers: 10.000 Scheidsrechter: Emilio Guruceta Muro (ESP) |

|                                                                                  |       |                                  |          |                                                                                  |
| 11 mei British Home Championship 1974 № 479 «onderlinge duels» 15:00 uur (UTC+1) | Wales | 0 – 2                            | Engeland | Ninian Park, Cardiff Toeschouwers: 25.734 Scheidsrechter: Redmond McFadden (NIR) |
| 11 mei British Home Championship 1974 № 479 «onderlinge duels» 15:00 uur (UTC+1) |       | 37' Stan Bowles 56' Kevin Keegan |          | Ninian Park, Cardiff Toeschouwers: 25.734 Scheidsrechter: Redmond McFadden (NIR) |

|                                                                                  |                  |       |               |                                                                                   |
| 15 mei British Home Championship 1974 № 480 «onderlinge duels» 19:45 uur (UTC+1) | Engeland         | 1 – 0 | Noord-Ierland | Wembley Stadium, Londen Toeschouwers: 45.500 Scheidsrechter: Bobby Davidson (SCO) |
| 15 mei British Home Championship 1974 № 480 «onderlinge duels» 19:45 uur (UTC+1) | Keith Weller 73' |       |               | Wembley Stadium, Londen Toeschouwers: 45.500 Scheidsrechter: Bobby Davidson (SCO) |

|                                                                                  |                                     |       |          |                                                                                    |
| 18 mei British Home Championship 1974 № 481 «onderlinge duels» 15:00 uur (UTC+1) | Schotland                           | 2 – 0 | Engeland | Hampden Park, Glasgow Toeschouwers: 94.487 Scheidsrechter: Leo van der Kroft (NED) |
| 18 mei British Home Championship 1974 № 481 «onderlinge duels» 15:00 uur (UTC+1) | Mike Pejic 4' Colin Todd 30' (e.d.) |       |          | Hampden Park, Glasgow Toeschouwers: 94.487 Scheidsrechter: Leo van der Kroft (NED) |

|                                                                     |                                        |       |                                          |                                                                                      |
| 22 mei Vriendschappelijk № 482 «onderlinge duels» 19:45 uur (UTC+1) | Engeland                               | 2 – 2 | Argentinië                               | Wembley Stadium, Londen Toeschouwers: 68.000 Scheidsrechter: Arturo Ithurralde (ARG) |
| 22 mei Vriendschappelijk № 482 «onderlinge duels» 19:45 uur (UTC+1) | Mick Channon 45' Frank Worthington 54' |       | 59' Mario Kempes 89' (pen.) Mario Kempes | Wembley Stadium, Londen Toeschouwers: 68.000 Scheidsrechter: Arturo Ithurralde (ARG) |

|                                                                     |                     |       |                  |                                                                                 |
| 29 mei Vriendschappelijk № 483 «onderlinge duels» 20:00 uur (UTC+1) | DDR                 | 1 – 1 | Engeland         | Zentralstadion, Leipzig Toeschouwers: 95.000 Scheidsrechter: György Müncz (HUN) |
| 29 mei Vriendschappelijk № 483 «onderlinge duels» 20:00 uur (UTC+1) | Joachim Streich 66' |       | 68' Mick Channon | Zentralstadion, Leipzig Toeschouwers: 95.000 Scheidsrechter: György Müncz (HUN) |

|                                                   |           |                       |          |                                                                                             |
| 1 juni Vriendschappelijk № 484 «onderlinge duels» | Bulgarije | 0 – 1                 | Engeland | Vasil Levski Nationaal Stadion, Sofia Toeschouwers: 64.000 Scheidsrechter: Rolf Nyhus (NOR) |
| 1 juni Vriendschappelijk № 484 «onderlinge duels» |           | 44' Frank Worthington |          | Vasil Levski Nationaal Stadion, Sofia Toeschouwers: 64.000 Scheidsrechter: Rolf Nyhus (NOR) |

|                                                                     |                                    |       |                                  |                                                                                      |
| 5 juni Vriendschappelijk № 485 «onderlinge duels» 18:00 uur (UTC+1) | Joegoslavië                        | 2 – 2 | Engeland                         | Rode Sterstadion, Belgrado Toeschouwers: 80.000 Scheidsrechter: Sergio Gonella (ITA) |
| 5 juni Vriendschappelijk № 485 «onderlinge duels» 18:00 uur (UTC+1) | Ilija Petković 23' Brane Oblak 50' |       | 6' Mick Channon 75' Kevin Keegan | Rode Sterstadion, Belgrado Toeschouwers: 80.000 Scheidsrechter: Sergio Gonella (ITA) |

|                                                                          |                                                |       |                   |                                                                                      |
| 30 oktober EK 1976 kwalificatie № 486 «onderlinge duels» 19:45 uur (UTC) | Engeland                                       | 3 – 0 | Tsjecho-Slowakije | Wembley Stadium, Londen Toeschouwers: 83.858 Scheidsrechter: Michel Kitabdjian (FRA) |
| 30 oktober EK 1976 kwalificatie № 486 «onderlinge duels» 19:45 uur (UTC) | Mick Channon 72' Colin Bell 80' Colin Bell 83' |       |                   | Wembley Stadium, Londen Toeschouwers: 83.858 Scheidsrechter: Michel Kitabdjian (FRA) |

|                                                                           |          |       |          |                                                                                  |
| 20 november EK 1976 kwalificatie № 487 «onderlinge duels» 19:45 uur (UTC) | Engeland | 0 – 0 | Portugal | Wembley Stadium, Londen Toeschouwers: 84.461 Scheidsrechter: Anton Bucheli (SUI) |
| 20 november EK 1976 kwalificatie № 487 «onderlinge duels» 19:45 uur (UTC) |          |       |          | Wembley Stadium, Londen Toeschouwers: 84.461 Scheidsrechter: Anton Bucheli (SUI) |

### 1975
|                                                                     |                                      |       |                |                                                                                   |
| 12 maart Vriendschappelijk № 488 «onderlinge duels» 19:45 uur (UTC) | Engeland                             | 2 – 0 | West-Duitsland | Wembley Stadium, Londen Toeschouwers: 100.000 Scheidsrechter: Robert Schaut (BEL) |
| 12 maart Vriendschappelijk № 488 «onderlinge duels» 19:45 uur (UTC) | Colin Bell 25' Malcolm Macdonald 66' |       |                | Wembley Stadium, Londen Toeschouwers: 100.000 Scheidsrechter: Robert Schaut (BEL) |

|                                                                          | |       |        |                                                                                      |
| 16 april EK 1976 kwalificatie № 489 «onderlinge duels» 19:45 uur (UTC+1) | Engeland | 5 – 0 | Cyprus | Wembley Stadium, Londen Toeschouwers: 68.245 Scheidsrechter: Martti Hirviniemi (FIN) |
| 16 april EK 1976 kwalificatie № 489 «onderlinge duels» 19:45 uur (UTC+1) | Malcolm Macdonald 2' Malcolm Macdonald 35' Malcolm Macdonald 48' Malcolm Macdonald 53' Malcolm Macdonald 86' |       |        | Wembley Stadium, Londen Toeschouwers: 68.245 Scheidsrechter: Martti Hirviniemi (FIN) |

|                                                                        |        |                 |          |                                                                                   |
| 11 mei EK 1976 kwalificatie № 490 «onderlinge duels» 17:45 uur (UTC+3) | Cyprus | 0 – 1           | Engeland | Tsirionstadion, Limasol Toeschouwers: 15.708 Scheidsrechter: Tsvetan Stanev (BUL) |
| 11 mei EK 1976 kwalificatie № 490 «onderlinge duels» 17:45 uur (UTC+3) |        | 6' Kevin Keegan |          | Tsirionstadion, Limasol Toeschouwers: 15.708 Scheidsrechter: Tsvetan Stanev (BUL) |

|                                                                                  |               |       |          |                                                                               |
| 17 mei British Home Championship 1975 № 491 «onderlinge duels» 15:00 uur (UTC+1) | Noord-Ierland | 0 – 0 | Engeland | Windsor Park, Belfast Toeschouwers: 36.500 Scheidsrechter: Tom Reynolds (WAL) |
| 17 mei British Home Championship 1975 № 491 «onderlinge duels» 15:00 uur (UTC+1) |               |       |          | Windsor Park, Belfast Toeschouwers: 36.500 Scheidsrechter: Tom Reynolds (WAL) |

|                                                                                  |                                     |       |                                      |                                                                                  |
| 21 mei British Home Championship 1975 № 492 «onderlinge duels» 19:45 uur (UTC+1) | Engeland                            | 2 – 2 | Wales                                | Wembley Stadium, Londen Toeschouwers: 53.000 Scheidsrechter: John Paterson (SCO) |
| 21 mei British Home Championship 1975 № 492 «onderlinge duels» 19:45 uur (UTC+1) | David Johnson 10' David Johnson 84' |       | 55' John Toshack 56' Arfon Griffiths | Wembley Stadium, Londen Toeschouwers: 53.000 Scheidsrechter: John Paterson (SCO) |

|                                                                                  |                                                                                      |       |                        |                                                                                  |
| 24 mei British Home Championship 1975 № 493 «onderlinge duels» 15:00 uur (UTC+1) | Engeland                                                                             | 5 – 1 | Schotland              | Wembley Stadium, Londen Toeschouwers: 98.241 Scheidsrechter: Rudi Glöckner (DDR) |
| 24 mei British Home Championship 1975 № 493 «onderlinge duels» 15:00 uur (UTC+1) | Gerry Francis 6' Kevin Beattie 7' Colin Bell 40' Gerry Francis 64' David Johnson 73' |       | 42' (pen.) Bruce Rioch | Wembley Stadium, Londen Toeschouwers: 98.241 Scheidsrechter: Rudi Glöckner (DDR) |

|                                                                          |                 |       |                                  |                                                                                    |
| 3 september Vriendschappelijk № 494 «onderlinge duels» 20:00 uur (UTC+1) | Zwitserland     | 1 – 2 | Engeland                         | St. Jakob-Park, Bazel Toeschouwers: 25.000 Scheidsrechter: Walter Eschweiler (FRG) |
| 3 september Vriendschappelijk № 494 «onderlinge duels» 20:00 uur (UTC+1) | Kudi Müller 29' |       | 8' Kevin Keegan 19' Mick Channon | St. Jakob-Park, Bazel Toeschouwers: 25.000 Scheidsrechter: Walter Eschweiler (FRG) |

|                                                                            |                                   |       |                  |                                                                                        |
| 30 oktober EK 1976 kwalificatie № 495 «onderlinge duels» 14:00 uur (UTC+1) | Tsjecho-Slowakije                 | 2 – 1 | Engeland         | Tehelné pole, Bratislava Toeschouwers: 50.651 Scheidsrechter: Alberto Michelotti (ITA) |
| 30 oktober EK 1976 kwalificatie № 495 «onderlinge duels» 14:00 uur (UTC+1) | Zdeněk Nehoda 45' Dušan Galis 47' |       | 26' Mick Channon | Tehelné pole, Bratislava Toeschouwers: 50.651 Scheidsrechter: Alberto Michelotti (ITA) |

|                                                                             |                   |       |                  |                                                                                           |
| 19 november EK 1976 kwalificatie № 496 «onderlinge duels» 21:00 uur (UTC+1) | Portugal          | 1 – 1 | Engeland         | Estádio José Alvalade, Lissabon Toeschouwers: 13.912 Scheidsrechter: Erich Linemayr (AUT) |
| 19 november EK 1976 kwalificatie № 496 «onderlinge duels» 21:00 uur (UTC+1) | Rui Rodrigues 15' |       | 42' Mick Channon | Estádio José Alvalade, Lissabon Toeschouwers: 13.912 Scheidsrechter: Erich Linemayr (AUT) |

### 1976
| |                 |       |                                  |                                                                                 |
| 24 maart Vriendschappelijk 100-jarig jubileumwedstrijd Welshe voetbalbond № 497 «onderlinge duels» 19:30 uur (UTC+1) | Wales           | 1 – 2 | Engeland                         | Racecourse Ground, Wrexham Toeschouwers: 20.927 Scheidsrechter: Ian Foote (SCO) |
| 24 maart Vriendschappelijk 100-jarig jubileumwedstrijd Welshe voetbalbond № 497 «onderlinge duels» 19:30 uur (UTC+1) | Alan Curtis 89' |       | 70' Ray Kennedy 80' Peter Taylor | Racecourse Ground, Wrexham Toeschouwers: 20.927 Scheidsrechter: Ian Foote (SCO) |

|                                                                                 |       |                  |          |                                                                                |
| 8 mei British Home Championship 1976 № 498 «onderlinge duels» 15:00 uur (UTC+1) | Wales | 0 – 1            | Engeland | Ninian Park, Cardiff Toeschouwers: 24.592 Scheidsrechter: Bobby Davidson (SCO) |
| 8 mei British Home Championship 1976 № 498 «onderlinge duels» 15:00 uur (UTC+1) |       | 58' Peter Taylor |          | Ninian Park, Cardiff Toeschouwers: 24.592 Scheidsrechter: Bobby Davidson (SCO) |

|                                                                                  |                                                                               |       |               |                                                                                 |
| 11 mei British Home Championship 1976 № 499 «onderlinge duels» 19:45 uur (UTC+1) | Engeland                                                                      | 4 – 0 | Noord-Ierland | Wembley Stadium, Londen Toeschouwers: 48.000 Scheidsrechter: Clive Thomas (WAL) |
| 11 mei British Home Championship 1976 № 499 «onderlinge duels» 19:45 uur (UTC+1) | Gerry Francis 34' Mick Channon 35' (pen.) Stuart Pearson 63' Mick Channon 75' |       |               | Wembley Stadium, Londen Toeschouwers: 48.000 Scheidsrechter: Clive Thomas (WAL) |

|                                                                                  |                                   |       |                  |                                                                                 |
| 15 mei British Home Championship 1976 № 500 «onderlinge duels» 15:00 uur (UTC+1) | Schotland                         | 2 – 1 | Engeland         | Hampden Park, Glasgow Toeschouwers: 85.167 Scheidsrechter: Károly Palotai (HUN) |
| 15 mei British Home Championship 1976 № 500 «onderlinge duels» 15:00 uur (UTC+1) | Don Masson 17' Kenny Dalglish 49' |       | 11' Mick Channon | Hampden Park, Glasgow Toeschouwers: 85.167 Scheidsrechter: Károly Palotai (HUN) |

| |                      |       |          | |
| 23 mei Vriendschappelijk USA Bicentennial Cup Tournament № 501 «onderlinge duels» 14:30 uur (UTC−7) | Brazilië             | 1 – 0 | Engeland | Los Angeles Memorial Coliseum, Los Angeles Toeschouwers: 32.900 Scheidsrechter: Hans-Joachim Weyland (FRG) |
| 23 mei Vriendschappelijk USA Bicentennial Cup Tournament № 501 «onderlinge duels» 14:30 uur (UTC−7) | Roberto Dinamite 89' |       |          | Los Angeles Memorial Coliseum, Los Angeles Toeschouwers: 32.900 Scheidsrechter: Hans-Joachim Weyland (FRG) |

| |                                                     |       |                                               |                                                                                          |
| 28 mei Vriendschappelijk USA Bicentennial Cup Tournament № 502 «onderlinge duels» 20:00 uur (UTC−4) | Engeland                                            | 3 – 2 | Italië                                        | Yankee Stadium, New York Toeschouwers: 40.650 Scheidsrechter: Hans-Joachim Weyland (FRG) |
| 28 mei Vriendschappelijk USA Bicentennial Cup Tournament № 502 «onderlinge duels» 20:00 uur (UTC−4) | Mick Channon 46' Phil Thompson 48' Mick Channon 53' |       | 15' Francesco Graziani 18' Francesco Graziani | Yankee Stadium, New York Toeschouwers: 40.650 Scheidsrechter: Hans-Joachim Weyland (FRG) |

|                                                                     |                       |       |                                                                          |                                                                                        |
| 13 juni WK 1978 kwalificatie № 503 «onderlinge duels» 19:30 (UTC+2) | Finland               | 1 – 4 | Engeland                                                                 | Olympisch Stadion, Helsinki Toeschouwers: 24.336 Scheidsrechter: Alfred Delcourt (BEL) |
| 13 juni WK 1978 kwalificatie № 503 «onderlinge duels» 19:30 (UTC+2) | Matti Paatelainen 27' |       | 13' Stuart Pearson 30' Kevin Keegan 58' Michael Channon 60' Kevin Keegan | Olympisch Stadion, Helsinki Toeschouwers: 24.336 Scheidsrechter: Alfred Delcourt (BEL) |

|                                                                          |                    |       |                       |                                                                                   |
| 8 september Vriendschappelijk № 504 «onderlinge duels» 19:45 uur (UTC+1) | Engeland           | 1 – 1 | Ierland               | Wembley Stadium, Londen Toeschouwers: 51.000 Scheidsrechter: Hugh Alexander (SCO) |
| 8 september Vriendschappelijk № 504 «onderlinge duels» 19:45 uur (UTC+1) | Stuart Pearson 44' |       | 57' (pen.) Gerry Daly | Wembley Stadium, Londen Toeschouwers: 51.000 Scheidsrechter: Hugh Alexander (SCO) |

|                                                                        |                                |       |                    |                                                                                 |
| 13 oktober WK 1978 kwalificatie № 505 «onderlinge duels» 20:00 (UTC+1) | Engeland                       | 2 – 1 | Finland            | Wembley Stadium, Londen Toeschouwers: 93.000 Scheidsrechter: Ulf Eriksson (SWE) |
| 13 oktober WK 1978 kwalificatie № 505 «onderlinge duels» 20:00 (UTC+1) | Dennis Tueart 3' Joe Royle 53' |       | 47' Jyrki Nieminen | Wembley Stadium, Londen Toeschouwers: 93.000 Scheidsrechter: Ulf Eriksson (SWE) |

|                                                                             |                                             |       |          |                                                                                  |
| 17 november WK 1978 kwalificatie № 506 «onderlinge duels» 14:30 uur (UTC+1) | Italië                                      | 2 – 0 | Engeland | Olympisch Stadion, Rome Toeschouwers: 70.718 Scheidsrechter: Abraham Klein (ISR) |
| 17 november WK 1978 kwalificatie № 506 «onderlinge duels» 14:30 uur (UTC+1) | Giancarlo Antognoni 36' Roberto Bettega 77' |       |          | Olympisch Stadion, Rome Toeschouwers: 70.718 Scheidsrechter: Abraham Klein (ISR) |

### 1977
|                                                                       |          |                               |           |                                                                                      |
| 9 februari Vriendschappelijk № 507 «onderlinge duels» 20:00 uur (UTC) | Engeland | 0 – 2                         | Nederland | Wembley Stadium, Londen Toeschouwers: 90.260 Scheidsrechter: Walter Eschweiler (FRG) |
| 9 februari Vriendschappelijk № 507 «onderlinge duels» 20:00 uur (UTC) |          | 28' Jan Peters 36' Jan Peters |           | Wembley Stadium, Londen Toeschouwers: 90.260 Scheidsrechter: Walter Eschweiler (FRG) |

|                                                                          |                                                                                              |       |           |                                                                                |
| 30 maart WK 1978 kwalificatie № 508 «onderlinge duels» 20:00 uur (UTC+1) | Engeland                                                                                     | 5 – 0 | Luxemburg | Wembley Stadium, Londen Toeschouwers: 81.718 Scheidsrechter: Paul Bonett (MLT) |
| 30 maart WK 1978 kwalificatie № 508 «onderlinge duels» 20:00 uur (UTC+1) | Kevin Keegan 10' Trevor Francis 58' Ray Kennedy 65' Mick Channon 68' Mick Channon 81' (pen.) |       |           | Wembley Stadium, Londen Toeschouwers: 81.718 Scheidsrechter: Paul Bonett (MLT) |

|                                                                                  |                  |       |                                    |                                                                                 |
| 28 mei British Home Championship 1977 № 509 «onderlinge duels» 15:00 uur (UTC+1) | Noord-Ierland    | 1 – 2 | Engeland                           | Windsor Park, Belfast Toeschouwers: 35.000 Scheidsrechter: Brian McGinlay (SCO) |
| 28 mei British Home Championship 1977 № 509 «onderlinge duels» 15:00 uur (UTC+1) | Chris McGrath 4' |       | 27' Mick Channon 86' Dennis Tueart | Windsor Park, Belfast Toeschouwers: 35.000 Scheidsrechter: Brian McGinlay (SCO) |

|                                                                                  |          |                           |       |                                                                                |
| 31 mei British Home Championship 1977 № 510 «onderlinge duels» 20:00 uur (UTC+1) | Engeland | 0 – 1                     | Wales | Wembley Stadium, Londen Toeschouwers: 48.000 Scheidsrechter: John Gordon (SCO) |
| 31 mei British Home Championship 1977 № 510 «onderlinge duels» 20:00 uur (UTC+1) |          | 44' (pen.) Leighton James |       | Wembley Stadium, Londen Toeschouwers: 48.000 Scheidsrechter: John Gordon (SCO) |

|                                                                                  |                         |       |                                       |                                                                                   |
| 4 juni British Home Championship 1977 № 511 «onderlinge duels» 15:00 uur (UTC+1) | Engeland                | 1 – 2 | Schotland                             | Wembley Stadium, Londen Toeschouwers: 98.103 Scheidsrechter: Károly Palotai (HUN) |
| 4 juni British Home Championship 1977 № 511 «onderlinge duels» 15:00 uur (UTC+1) | Mick Channon 87' (pen.) |       | 42' Gordon McQueen 60' Kenny Dalglish | Wembley Stadium, Londen Toeschouwers: 98.103 Scheidsrechter: Károly Palotai (HUN) |

|                                                                     |          |       |          |                                                                                      |
| 8 juni Vriendschappelijk № 512 «onderlinge duels» 21:30 uur (UTC−3) | Engeland | 0 – 0 | Brazilië | Maracanã, Rio de Janero Toeschouwers: 77.130 Scheidsrechter: Alberto Ducatelli (ARG) |
| 8 juni Vriendschappelijk № 512 «onderlinge duels» 21:30 uur (UTC−3) |          |       |          | Maracanã, Rio de Janero Toeschouwers: 77.130 Scheidsrechter: Alberto Ducatelli (ARG) |

|                                                    |                    |       |                   |                                                                                           |
| 12 juni Vriendschappelijk № 513 «onderlinge duels» | Argentinië         | 1 – 1 | Engeland          | Estadio Monumental, Buenos Aires Toeschouwers: 60.000 Scheidsrechter: Ramón Barreto (URU) |
| 12 juni Vriendschappelijk № 513 «onderlinge duels» | Daniel Bertoni 15' |       | 3' Stuart Pearson | Estadio Monumental, Buenos Aires Toeschouwers: 60.000 Scheidsrechter: Ramón Barreto (URU) |

|                                                    |         |       |          |                                                                                           |
| 15 juni Vriendschappelijk № 514 «onderlinge duels» | Uruguay | 0 – 0 | Engeland | Estadio Centenario, Montevideo Toeschouwers: 25.000 Scheidsrechter: Miguel Comesaña (ARG) |
| 15 juni Vriendschappelijk № 514 «onderlinge duels» |         |       |          | Estadio Centenario, Montevideo Toeschouwers: 25.000 Scheidsrechter: Miguel Comesaña (ARG) |

|                                                                          |          |       |             |                                                                                    |
| 7 september Vriendschappelijk № 515 «onderlinge duels» 19:45 uur (UTC+1) | Engeland | 0 – 0 | Zwitserland | Wembley Stadium, Londen Toeschouwers: 42.000 Scheidsrechter: Georges Konrath (FRA) |
| 7 september Vriendschappelijk № 515 «onderlinge duels» 19:45 uur (UTC+1) |          |       |             | Wembley Stadium, Londen Toeschouwers: 42.000 Scheidsrechter: Georges Konrath (FRA) |

|                                                                            |           |                                  |          |                                                                                     |
| 12 oktober WK 1978 kwalificatie № 516 «onderlinge duels» 19:15 uur (UTC+1) | Luxemburg | 0 – 2                            | Engeland | Stade Municipal, Luxemburg Toeschouwers: 10.621 Scheidsrechter: Alojzy Jarguz (POL) |
| 12 oktober WK 1978 kwalificatie № 516 «onderlinge duels» 19:15 uur (UTC+1) |           | 31' Ray Kennedy 90' Paul Mariner |          | Stade Municipal, Luxemburg Toeschouwers: 10.621 Scheidsrechter: Alojzy Jarguz (POL) |

|                                                                           |                                      |       |        |                                                                                   |
| 16 november WK 1978 kwalificatie № 517 «onderlinge duels» 19:45 uur (UTC) | Engeland                             | 2 – 0 | Italië | Wembley Stadium, Londen Toeschouwers: 92.500 Scheidsrechter: Károly Palotai (HUN) |
| 16 november WK 1978 kwalificatie № 517 «onderlinge duels» 19:45 uur (UTC) | Kevin Keegan 11' Trevor Brooking 80' |       |        | Wembley Stadium, Londen Toeschouwers: 92.500 Scheidsrechter: Károly Palotai (HUN) |

### 1978
|                                                                          |                                   |       |                    |                                                                                 |
| 22 februari Vriendschappelijk № 518 «onderlinge duels» 20:15 uur (UTC+1) | West-Duitsland                    | 2 – 1 | Engeland           | Olympiastadion, München Toeschouwers: 77.850 Scheidsrechter: Franz Wöhrer (AUT) |
| 22 februari Vriendschappelijk № 518 «onderlinge duels» 20:15 uur (UTC+1) | Ronnie Worm 79' Rainer Bonhof 86' |       | 41' Stuart Pearson | Olympiastadion, München Toeschouwers: 77.850 Scheidsrechter: Franz Wöhrer (AUT) |

|                                                                       |                  |       |          |                                                                                   |
| 19 april Vriendschappelijk № 519 «onderlinge duels» 19:45 uur (UTC+1) | Engeland         | 1 – 1 | Brazilië | Wembley Stadium, Londen Toeschouwers: 92.500 Scheidsrechter: Charles Corver (NED) |
| 19 april Vriendschappelijk № 519 «onderlinge duels» 19:45 uur (UTC+1) | Kevin Keegan 70' |       | 10' Gil  | Wembley Stadium, Londen Toeschouwers: 92.500 Scheidsrechter: Charles Corver (NED) |

|                                                                                  |                |       |                                                   |                                                                                 |
| 13 mei British Home Championship 1978 № 520 «onderlinge duels» 15:00 uur (UTC+1) | Wales          | 1 – 3 | Engeland                                          | Ninian Park, Cardiff Toeschouwers: 17.698 Scheidsrechter: Malcolm Moffatt (NIR) |
| 13 mei British Home Championship 1978 № 520 «onderlinge duels» 15:00 uur (UTC+1) | Phil Dwyer 57' |       | 8' Bob Latchford 82' Tony Currie 89' Peter Barnes | Ninian Park, Cardiff Toeschouwers: 17.698 Scheidsrechter: Malcolm Moffatt (NIR) |

|                                                                                  |               |       |               |                                                                                |
| 16 mei British Home Championship 1978 № 521 «onderlinge duels» 19:45 uur (UTC+1) | Engeland      | 1 – 0 | Noord-Ierland | Wembley Stadium, Londen Toeschouwers: 55.000 Scheidsrechter: John Gordon (SCO) |
| 16 mei British Home Championship 1978 № 521 «onderlinge duels» 19:45 uur (UTC+1) | Phil Neal 44' |       |               | Wembley Stadium, Londen Toeschouwers: 55.000 Scheidsrechter: John Gordon (SCO) |

|                                                                                  |           |                   |          |                                                                                  |
| 20 mei British Home Championship 1978 № 522 «onderlinge duels» 15:00 uur (UTC+1) | Schotland | 0 – 1             | Engeland | Hampden Park, Glasgow Toeschouwers: 88.319 Scheidsrechter: Georges Konrath (FRA) |
| 20 mei British Home Championship 1978 № 522 «onderlinge duels» 15:00 uur (UTC+1) |           | 83' Steve Coppell |          | Hampden Park, Glasgow Toeschouwers: 88.319 Scheidsrechter: Georges Konrath (FRA) |

|                                                                     |                                                                          |       |                 |                                                                                  |
| 24 mei Vriendschappelijk № 523 «onderlinge duels» 19:45 uur (UTC+1) | Engeland                                                                 | 4 – 1 | Hongarije       | Wembley Stadium, Londen Toeschouwers: 74.000 Scheidsrechter: René Vigliani (FRA) |
| 24 mei Vriendschappelijk № 523 «onderlinge duels» 19:45 uur (UTC+1) | Peter Barnes 11' Phil Neal 32' (pen.) Trevor Francis 36' Tony Currie 79' |       | 62' László Nagy | Wembley Stadium, Londen Toeschouwers: 74.000 Scheidsrechter: René Vigliani (FRA) |

|                                                                              |                                                             |       |                                                                   |                                                                                           |
| 20 september EK 1980 kwalificatie № 524 «onderlinge duels» 19:00 uur (UTC+1) | Denemarken                                                  | 3 – 4 | Engeland                                                          | Københavns Idrætspark, Kopenhagen Toeschouwers: 47.600 Scheidsrechter: Adolf Prokop (DDR) |
| 20 september EK 1980 kwalificatie № 524 «onderlinge duels» 19:00 uur (UTC+1) | Allan Simonsen 27' (pen.) Frank Arnesen 30' Per Røntved 86' |       | 21' Kevin Keegan 25' Kevin Keegan 52' Bob Latchford 85' Phil Neal | Københavns Idrætspark, Kopenhagen Toeschouwers: 47.600 Scheidsrechter: Adolf Prokop (DDR) |

|                                                                            |                |       |                  |                                                                                  |
| 25 oktober EK 1980 kwalificatie № 525 «onderlinge duels» 15:00 uur (UTC+1) | Ierland        | 1 – 1 | Engeland         | Lansdowne Road, Dublin Toeschouwers: 48.613 Scheidsrechter: Heinz Aldinger (FRG) |
| 25 oktober EK 1980 kwalificatie № 525 «onderlinge duels» 15:00 uur (UTC+1) | Gerry Daly 27' |       | 8' Bob Latchford | Lansdowne Road, Dublin Toeschouwers: 48.613 Scheidsrechter: Heinz Aldinger (FRG) |

|                                                                        |                   |       |                   |                                                                                   |
| 29 november Vriendschappelijk № 526 «onderlinge duels» 19:45 uur (UTC) | Engeland          | 1 – 0 | Tsjecho-Slowakije | Wembley Stadium, Londen Toeschouwers: 92.000 Scheidsrechter: Erich Linemayr (AUT) |
| 29 november Vriendschappelijk № 526 «onderlinge duels» 19:45 uur (UTC) | Steve Coppell 69' |       |                   | Wembley Stadium, Londen Toeschouwers: 92.000 Scheidsrechter: Erich Linemayr (AUT) |

### 1979
|                                                                          |                                                                      |       |               |                                                                                 |
| 7 februari EK 1980 kwalificatie № 527 «onderlinge duels» 19:45 uur (UTC) | Engeland                                                             | 4 – 0 | Noord-Ierland | Wembley Stadium, Londen Toeschouwers: 91.244 Scheidsrechter: Ulf Eriksson (SWE) |
| 7 februari EK 1980 kwalificatie № 527 «onderlinge duels» 19:45 uur (UTC) | Kevin Keegan 24' Bob Latchford 46' Dave Watson 49' Bob Latchford 63' |       |               | Wembley Stadium, Londen Toeschouwers: 91.244 Scheidsrechter: Ulf Eriksson (SWE) |

|                                                                                  |               |                                   |          |                                                                            |
| 19 mei British Home Championship 1979 № 528 «onderlinge duels» 15:00 uur (UTC+1) | Noord-Ierland | 0 – 2                             | Engeland | Windsor Park, Belfast Toeschouwers: 35.000 Scheidsrechter: Ian Foote (SCO) |
| 19 mei British Home Championship 1979 № 528 «onderlinge duels» 15:00 uur (UTC+1) |               | 11' Dave Watson 14' Steve Coppell |          | Windsor Park, Belfast Toeschouwers: 35.000 Scheidsrechter: Ian Foote (SCO) |

|                                                                                  |          |       |       |                                                                                    |
| 23 mei British Home Championship 1979 № 529 «onderlinge duels» 19:45 uur (UTC+1) | Engeland | 0 – 0 | Wales | Wembley Stadium, Londen Toeschouwers: 70.220 Scheidsrechter: Malcolm Moffatt (NIR) |
| 23 mei British Home Championship 1979 № 529 «onderlinge duels» 19:45 uur (UTC+1) |          |       |       | Wembley Stadium, Londen Toeschouwers: 70.220 Scheidsrechter: Malcolm Moffatt (NIR) |

|                                                                                  |                                                     |       |               |                                                                                    |
| 26 mei British Home Championship 1979 № 530 «onderlinge duels» 15:00 uur (UTC+1) | Engeland                                            | 3 – 1 | Schotland     | Wembley Stadium, Londen Toeschouwers: 98.000 Scheidsrechter: António Garrido (POR) |
| 26 mei British Home Championship 1979 № 530 «onderlinge duels» 15:00 uur (UTC+1) | Peter Barnes 45' Steve Coppell 63' Kevin Keegan 70' |       | 21' John Wark | Wembley Stadium, Londen Toeschouwers: 98.000 Scheidsrechter: António Garrido (POR) |

|                                                                        |           |                                                   |          |                                                                                                   |
| 6 juni EK 1980 kwalificatie № 531 «onderlinge duels» 18:00 uur (UTC+3) | Bulgarije | 0 – 3                                             | Engeland | Vasil Levski Nationaal Stadion, Sofia Toeschouwers: 31.322 Scheidsrechter: Ernst Dörflinger (SUI) |
| 6 juni EK 1980 kwalificatie № 531 «onderlinge duels» 18:00 uur (UTC+3) |           | 33' Kevin Keegan 54' Dave Watson 55' Peter Barnes |          | Vasil Levski Nationaal Stadion, Sofia Toeschouwers: 31.322 Scheidsrechter: Ernst Dörflinger (SUI) |

|                                                                      |        |       |          |                                                                                 |
| 10 juni Vriendschappelijk № 532 «onderlinge duels» 17:00 uur (UTC+1) | Zweden | 0 – 0 | Engeland | Råsundastadion, Solna Toeschouwers: 35.691 Scheidsrechter: Erich Linemayr (AUT) |
| 10 juni Vriendschappelijk № 532 «onderlinge duels» 17:00 uur (UTC+1) |        |       |          | Råsundastadion, Solna Toeschouwers: 35.691 Scheidsrechter: Erich Linemayr (AUT) |

|                                                                      |                                                                 |       |                                                    |                                                                               |
| 13 juni Vriendschappelijk № 533 «onderlinge duels» 19:30 uur (UTC+1) | Oostenrijk                                                      | 4 – 3 | Engeland                                           | Praterstadion, Wenen Toeschouwers: 60.000 Scheidsrechter: Alexis Ponnet (BEL) |
| 13 juni Vriendschappelijk № 533 «onderlinge duels» 19:30 uur (UTC+1) | Bruno Pezzey 19' Kurt Welzl 26' Kurt Welzl 41' Bruno Pezzey 70' |       | 27' Kevin Keegan 47' Steve Coppell 64' Ray Wilkins | Praterstadion, Wenen Toeschouwers: 60.000 Scheidsrechter: Alexis Ponnet (BEL) |

|                                                                              |                  |       |            |                                                                                  |
| 12 september EK 1980 kwalificatie № 534 «onderlinge duels» 19:45 uur (UTC+1) | Engeland         | 1 – 0 | Denemarken | Wembley Stadium, Londen Toeschouwers: 88.660 Scheidsrechter: César Correia (POR) |
| 12 september EK 1980 kwalificatie № 534 «onderlinge duels» 19:45 uur (UTC+1) | Kevin Keegan 17' |       |            | Wembley Stadium, Londen Toeschouwers: 88.660 Scheidsrechter: César Correia (POR) |

|                                                                            |                         |       | |                                                                                |
| 17 oktober EK 1980 kwalificatie № 535 «onderlinge duels» 15:00 uur (UTC+1) | Noord-Ierland           | 1 – 5 | Engeland                                                                                           | Windsor Park, Belfast Toeschouwers: 17.755 Scheidsrechter: Alexis Ponnet (BEL) |
| 17 oktober EK 1980 kwalificatie № 535 «onderlinge duels» 15:00 uur (UTC+1) | Vic Moreland 50' (pen.) |       | 18' Trevor Francis 34' Tony Woodcock 57' Tony Woodcock 62' Trevor Francis 74' (e.d.) Jimmy Nicholl | Windsor Park, Belfast Toeschouwers: 17.755 Scheidsrechter: Alexis Ponnet (BEL) |

|                                                                           |                                 |       |           |                                                                                     |
| 22 november EK 1980 kwalificatie № 536 «onderlinge duels» 19:45 uur (UTC) | Engeland                        | 2 – 0 | Bulgarije | Wembley Stadium, Londen Toeschouwers: 71.491 Scheidsrechter: Erik Fredriksson (SWE) |
| 22 november EK 1980 kwalificatie № 536 «onderlinge duels» 19:45 uur (UTC) | Dave Watson 9' Glenn Hoddle 69' |       |           | Wembley Stadium, Londen Toeschouwers: 71.491 Scheidsrechter: Erik Fredriksson (SWE) |

CONMEBOL: Colombia · Ecuador

UEFA: Albanië · België · Bulgarije · Cyprus · Denemarken · West-Duitsland · Duitse Democratische Republiek · Engeland · Finland · Frankrijk · Griekenland · Hongarije · IJsland · Ierland · Italië · Joegoslavië · Luxemburg · Malta · Nederland · Noord-Ierland · Noorwegen · Oostenrijk · Polen · Portugal · Roemenië · Schotland ·  Sovjet-Unie ·  Spanje · Tsjecho-Slowakije · Turkije · Wales ·  Zweden · Zwitserland

CAF: Madagaskar AFC: Israël

FA · A-internationals · Selecties · Bondscoaches · Engels vrouwenelftal · Brits olympisch elftal · Engeland -21 · Engeland -20 · Engeland -19 · Engeland -18 · Engeland -17 · Engeland -16 · Vrouwen -17
1872 – 1899 ·
1900 – 1919 ·
1920 – 1929 ·
1930 – 1939 ·
1940 – 1949 ·
1950 – 1959 ·
1960 – 1969 ·
1970 – 1979 ·
1980 – 1989 ·
1990 – 1999 ·
2000 – 2009 ·
2010 – 2019 ·
2020 − 2029
EK's: 1968 ·
1980 ·
1988 ·
1992 ·
1996 ·
2000 ·
2004 ·
2012 · 
2016 · 
2020 · 
2024
WK's: 1950 ·
1954 ·
1958 ·
1962 ·
1966 ·
1970 ·
1982 ·
1986 ·
1990 ·
1998 ·
2002 ·
2006 ·
2010 ·
2014 ·
2018 · 
2022
Albanië ·
Algerije ·
Andorra ·
Argentinië ·
Australië ·
Azerbeidzjan ·
België ·
Bosnië en Herzegovina ·
Brazilië ·
Bulgarije ·
Canada ·
Chili ·
China ·
Colombia ·
Costa Rica ·
Cyprus ·
Denemarken ·
DDR · 
Duitsland ·
Ecuador ·
Egypte ·
Estland ·
Finland ·
Frankrijk ·
Georgië ·
Ghana ·
GOS ·
Griekenland ·
Honduras ·
Hongarije ·
Ierland ·
IJsland · 
Iran ·
Israël ·
Italië ·
Ivoorkust ·
Jamaica ·
Japan ·
Joegoslavië ·
Kameroen ·
Kazachstan ·
Koeweit ·
Kosovo ·
Kroatië ·
Liechtenstein ·
Litouwen ·
Luxemburg ·
Maleisië ·
Malta ·
Marokko ·
Mexico ·
Moldavië ·
Montenegro ·
Nederland ·
Nieuw-Zeeland ·
Nigeria ·
Noord-Ierland ·
Noord-Macedonië ·
Noorwegen ·
Oekraïne ·
Oostenrijk ·
Panama · 
Paraguay ·
Peru · 
Polen ·
Portugal ·
Roemenië ·
Rusland ·
San Marino · 
Saoedi-Arabië ·
Schotland ·
Senegal ·
Servië ·
Servië en Montenegro · 
Slovenië ·
Slowakije ·
Sovjet-Unie ·
Spanje ·
Trinidad en Tobago ·
Tsjechië ·
Tsjecho-Slowakije ·
Tunesië ·
Turkije ·
Uruguay ·
Verenigde Staten ·
Wales ·
Wit-Rusland ·
Zuid-Afrika ·
Zuid-Korea ·
Zweden ·
Zwitserland
Algerije (2010) · 
Argentinië (1986) · 
Argentinië (1998) · 
Argentinië (2002) · 
België (1990) · 
België (2018, 1) · 
België (2018, 2) · 
Brazilië (2002) · 
Colombia (1998) ·
Colombia (2018) ·
Costa Rica (2014) ·
Denemarken (2002) ·
Denemarken (2021) · 
Duitsland (2000) ·
Duitsland (2010) ·
Duitsland (2021) ·
Ecuador (2006) ·
Egypte (1990) ·
Frankrijk (1982) ·
Frankrijk (2012) ·
Frankrijk (2022) ·
Ierland (1990) · 
IJsland (2016) ·
Italië (1990) · 
Italië (2012) · 
Italië (2014) · 
Italië (2021) · 
Kameroen (1990) · 
Koeweit (1982) · 
Kroatië (2018) ·
Kroatië (2021) · 
Marokko (1986) · 
Nederland (1990) · 
Nigeria (2002) · 
Oekraïne (2012) · 
Oekraïne (2021) ·
Panama (2018) · 
Paraguay (1986) · 
Paraguay (2006) · 
Polen (1986) · 
Portugal (1986) · 
Portugal (2000) · 
Portugal (2006) · 
Roemenië (1998) ·
Roemenië (2000) ·
Rusland (2016) ·
Schotland (2021) ·
Senegal (2022) ·
Slovenië (2010) ·
Slowakije (2016) ·
Spanje (1982) ·
Spanje (2024) ·
Trinidad en Tobago (2006) ·
Tsjechië (2021) ·
Tsjecho-Slowakije (1982) ·
Tunesië (1998) ·
Tunesië (2018) ·
Uruguay (2014) ·
Verenigde Staten (2010) ·
Wales (2016) · 
West-Duitsland (1966) ·
West-Duitsland (1982) ·
West-Duitsland (1990) ·
Zweden (2002) ·
Zweden (2006) · 
Zweden (2012)